# 33509 Mogilny
33509 Mogilny è un asteroide della fascia principale. Scoperto nel 1999, presenta un'orbita caratterizzata da un semiasse maggiore pari a 2,2530195 UA e da un'eccentricità di 0,0481937, inclinata di 7,22288° rispetto all'eclittica.